# إيرين جي
إيرين جي (بالإنجليزية: Erin Gee)‏ هي ملحنة أمريكية، ولدت في 1974.

## وصلات خارجية
- إيرين جي على موقع IMDb (الإنجليزية)
- إيرين جي على موقع ميوزك برينز (الإنجليزية)
- إيرين جي على موقع ديسكوغز (الإنجليزية)